# امیر ملک‌پور
امیر ملک‌پور برنده سیمرغ بلورین بهترین طراحی لباس از سی و هشتمین دوره جشنواره فیلم فجر برای فیلم روز صفر شد.

## فیلم‌های سینمایی
- خورشید (۱۳۹۸)
- غلامرضا تختی (۱۳۹۷)
- روز صفر (۱۳۹۸)
- قلب رقه(۱۴۰۲)
- بی بدن(۱۴۰۲)

## سریال
- نجلا (خیرالله تقیانی)
- حیثیت گمشده (سجاد پهلوان زاده)
- بچه مهندس (احمد کاوری)

## جوایز و نامزدی‌ها
| سال  | جایزه                             | دسته              | اثر نامزد شده | نتیجه    | منبع  |
| ---- | --------------------------------- | ----------------- | ------------- | -------- | ----- |
| ۱۳۹۸ | سی و هشتمین جشنواره فیلم فجر      | بهترین طراحی لباس | روز صفر       | برنده    | [ ۲ ] |
| ۱۳۹۷ | سی و هفتمین دوره جشنواره فیلم فجر | بهترین طراحی لباس | غلامرضا تختی  | نامزدشده | [ ۳ ] |